# 团结新村站
团结新村站是一个位于中华人民共和国甘肃省兰州市城关区团结新村街道、渭源路街道与嘉峪关路街道交界瑞德大道与定西路交叉口南侧，属于兰州轨道交通2号线的地铁车站，于2023年6月29日开通。

## 车站结构
团结新村站沿瑞德大道设置，为地下两层单柱双跨岛式站台车站，车站长256.9米，标准段宽20.3米，车站地下一层为站厅层，地下二层为站台层。
| 地面              | 出入口 | A1、D-E出入口                                                                                                   |
| 地下一层          | 站厅   | 客服中心、自动售票机、验票机                                                                                    |
| 地下二层          | 站台层 | \| \| \| █ 2号线往雁白大桥（五里铺） \| \| 島式 · 開左邊车门 \| \| \| \| \| \| █ 2号线往东方红广场（红星巷） \| |
|                   |        | █ 2号线往雁白大桥（五里铺）                                                                                     |
| 島式 · 開左邊车门 |        | |
|                   |        | █ 2号线往东方红广场（红星巷）                                                                                   |

## 车站出口
团结新村站共设3个出口，各出口及周围设施如下所示：
| 编号                | 建议前往的目的地 | 照片 | 无障碍设施 |
| ------------------- | ---------------- | ---- | ---------- |
| A · 1 · 出口        | 定西路南侧       |      | 不適用     |
| D · 出口            | 定西南路北侧     |      | 不適用     |
| E · 出口 · （设有） | 瑞德大道东侧     |      |            |
| 图例： 设有         |                  |      |            |

## 接驳交通

### 公交车
- 团结新村(定西路东口)：12路、33路、56路、114路、124路、144路

## 车站历史
本站建设时期工程名为定西路站，开通前正式命名为团结新村站。
- 2016年10月26日，车站正式开工[5]。
- 2018年12月28日，车站主体结构封顶[6]。
- 2023年6月29日，车站随2号线一期工程通车开通[1]。